# جيرالد هاربر
جيرالد هاربر (بالإنجليزية: Gerald Harper) (و. 1929 – م) هو ممثل، من المملكة المتحدة، ولد في لندن. تعلم في الأكاديمية الملكية للفنون المسرحية، مُتخصصًا في التمثيل، وهيليبيري وامبريال سيرفيس كوليج.

## وصلات خارجية
- جيرالد هاربر على موقع IMDb (الإنجليزية)
- جيرالد هاربر على موقع ميوزك برينز (الإنجليزية)
- جيرالد هاربر على موقع أول موفي (الإنجليزية)
- جيرالد هاربر على موقع قاعدة بيانات برودواي على الإنترنت (الإنجليزية)
- جيرالد هاربر على موقع قاعدة بيانات الأفلام السويدية (السويدية)
- جيرالد هاربر على موقع قاعدة بيانات الفيلم (الإنجليزية)
- جيرالد هاربر على موقع كينوبويسك (الروسية)